# Sencity
Sencity is een internationaal halfjaarlijks evenement dat mede bedoeld is voor doven.
Sencity wordt georganiseerd door stichting Possibilize in samenwerking met dove, slechthorende en horende vrijwilligers.
De doelgroep van Sencity bestaat uit dove, slechthorende en horende jongeren. De bezoekersaantallen liggen tussen 600 en 1300 per evenement.

## Naam
De eerste editie heette 'Deaf Valley', dit werd later 'Sense' omdat het vooral gericht was op de zintuigen; zien, voelen, proeven, ruiken en (in mindere mate) horen. Tegenwoordig heet het muziekevenement 'Sencity', omdat het uit steeds meer onderdelen ging bestaan, vaak geïnspireerd uit de stadse- en straatcultuur.

## Concept
Het concept van Sencity bestaat uit de vertaling van passies en emoties in muziek naar alle mogelijke zintuigen in plaats van alleen muziekoptredens aan te bieden zoals gangbaar bij muziekevenementen. De evenementen zijn meer experimenteel en visueel georiënteerd en daarom meer toegankelijk voor doven. Zo wordt bijvoorbeeld een deel van optredens vertaald door muziektolken, zogenoemde signdancers, naar visuele muziek.

## Programma-aanbod
- Optredens van dansgroepen, horend of doof, zoals Rathskellar.
- Kapsters, horend of doof, die bezoekers desgewenst een make-over geven binnen een kwartier.
- Masseuse, die de bezoekers laten ontspannen door ritmisch te masseren.
- Aromajockey, die de bezoekers verschillende geuren laten ervaren die een vertaling zijn van de passie en emotie in muziek.
- Foodjockey, die de bezoekers verschillende smaaksensaties laten ervaren die een vertaling zijn van de passie en emotie in muziek.
- Textjockey, die de bezoekers tekstueel (in samenwerking met de videojockeys) een vertaling voorschotelen van de passie en emotie in muziek.
- Sensefloor, een trillende vloer die kleuren laat zien, waardoor bezoekers de muziek kunnen voelen.

Het evenement wordt normaliter 2 keer per jaar georganiseerd, vaak in het voorjaar en in de herfst.

## Edities
De eerste editie vond plaats op 15 maart 2003 in Nighttown in Rotterdam onder de naam 'Deaf Valley'. Vanaf de eerste editie is Sencity georganiseerd i.s.m. stichting Skyway.
| datum                      | locatie                          | land          | samenwerking                                                   | event        |
| -------------------------- | -------------------------------- | ------------- | -------------------------------------------------------------- | ------------ |
| 15 maart 2003              | Nighttown, Rotterdam             | NL            | Swedoro                                                        | Deaf Valley  |
| 27 maart 2004              | 013, Tilburg                     | NL            |                                                                | Sense        |
| 15 oktober 2004            | Tivoli, Utrecht                  | NL            |                                                                | Sense        |
| 26 maart 2005              | Paradiso, Amsterdam              | NL            | Lieverdjes                                                     | Sense        |
| 26 maart 2006              | Nighttown, Rotterdam             | NL            |                                                                | Sencity      |
| 13 mei 2006                | Vooruit, Gent                    | België        | Fevlado                                                        | Sencity      |
| 25 november 2006           | Waerdse Tempel, Heerhugowaard    | NL            | MEE Alkmaar                                                    | Sencity      |
| 12 mei 2007                | Westergasfabriek, Amsterdam      | NL            | Deaf in the Picture                                            | Sencity      |
| 28,29 en 30 september 2007 | La Casa Encidida, Madrid         | Spanje        | La Casa Encidida                                               | Sencity      |
| 22 november 2007           | Effenaar, Eindhoven              | NL            | Westeindo                                                      | Sencity      |
| 26 april 2008              | Aalto-Sali, Jyväskylä            | Finland       | Campus Entertainment, Jyväskylä University of Applied Sciences | Sencity      |
| 22 november 2008           | Mediacentrale, Groningen         | NL            | DOS                                                            | Sencity      |
| 6 maart 2009               | Founders Garden, Kaapstad        | Zuid-Afrika   | STEPS                                                          | Sencity      |
| 14 maart 2009              | Musis Sacrum, Arnhem             | NL            | Liever Sportiever                                              | Sencity      |
| 25 april 2009              | Night Jyväskylä, Jyväskylä       | Finland       | Campus Entertainment, Jyväskylä University of Applied Sciences | Sencity      |
| 27 november 2009           | Watt, Rotterdam                  | NL            | MEE Rotterdam Rijnmond                                         | Sencity      |
| 5 maart 2010               | Melkweg, Amsterdam               | NL            | Lieverdjes, 5 Days Off                                         | Sencity      |
| 12 maart 2010              | Biscuit Mill, Kaapstad           | Zuid-Afrika   | STEPS                                                          | Sencity      |
| 19 maart 2010              | Bassline, Johannesburg           | Zuid-Afrika   | Deaf TV, Lovelife                                              | Sencity      |
| 30 april 2010              | Clube Espanhol, Salvador         | Brazilië      |                                                                | Sencity      |
| 14 mei 2010                | Night Jyväskylä, Jyväskylä       | Finland       | Campus Entertainment, Jyväskylä University of Applied Sciences | Sencity      |
| 24 juli 2010               | Arena, Berlijn                   | Duitsland     | Jubel 3                                                        | Sencity      |
| 27 augustus 2010           | Home, Sydney                     | Australië     | The Deaf Club                                                  | Sencity      |
| 04 december 2010           | Tivoli, Utrecht                  | NL            | SUDO                                                           | Sencity      |
| 02 april 2011              | Talentfactory, 's-Hertogenbosch  | NL            | Het Bossche Gebaar                                             | Sencity      |
| 20 mei 2011                | The Studio, Auckland             | Nieuw-Zeeland |                                                                | Sencity      |
| 03 juni 2011               | Club Noa, Leeuwarden             | NL            | Tumba, FCDS                                                    | Sencity      |
| 23 september 2011          | Tresor, Berlijn                  | Duitsland     | Jubel3                                                         | Sencity      |
| 24 september 2011          | Maassilo, Rotterdam              | Nederland     | Swedoro, Fevlado                                               | Sencity      |
| 24 september 2011          | Museu de Arte Moderna, São Paulo | Brazilië      | MAM Sao Paulo                                                  | Sencity      |
| 08 oktober 2011            | Indigo O2, Londen                | Engeland      | Attitude is Everything, Skyway Programs CIC                    | Sencity      |
| 28 april 2012              | Effenaar, Eindhoven              | Nederland     | MEE, Westeindo                                                 | Sencity      |
| 19 mei 2012                | Studio the Venue, Auckland       | Nieuw-Zeeland | Auckland Deaf Society, Deaf Aotearoa Auckland                  | Sencity      |
| 01 september 2012          | Bassline, Johannesburg           | Zuid-Afrika   | Joburg Arts Alive International Festival                       | Sencity      |
| 29 september 2012          | Paradiso, Amsterdam              | Nederland     |                                                                | Sencity      |
| 02 november 2012           | Club Evolution, Leeds            | Engeland      | Doncaster Deaf Trust, Skyway Programs CIC                      | Sencity      |
| 09 februari 2013           | RDS Concert Hall, Dublin         | Ierland       | FIVE                                                           | Sencity      |
| 06 april 2013              | Museu de Arte Moderna, São Paulo | Brazilië      | MAM Sao Paulo                                                  | Sencity      |
| 24 mei 2013                | Maassilo, Rotterdam              | Nederland     |                                                                | Sencity KIDS |
| 25 mei 2013                | Maassilo, Rotterdam              | Nederland     | Swedoro                                                        | Sencity      |

## Prijzen
Voor organisatie van Sencity heeft stichting Skyway reeds vijf prijzen gewonnen:
- De Innovatieprijs van de Stichting Nationale Evenementen in mei 2004, voor het ontwikkelen van het concept van een evenement voor doven.
- De Participatieprijs van stichting Vrienden van Gelderhorst in 2004. Deze prijs wordt jaarlijks uitgereikt aan een persoon of organisatie die zich onmiskenbaar heeft ingezet voor mensen met gehoorbeperkingen. De Jaarprijs vestigt de aandacht op de achterstandsituatie van dove mensen en met name op de mogelijkheden die er voor dove mensen zijn.
- De Innovation Award van Top Santé, in oktober 2005, een publieksprijs uitgereikt door de lezers van het blad Top Santé.
- De SWIFT jaarprijs, beheerd door de koning Boudewijnstichting in België in 2006, vanwege het technische, innovatieve aspect van de muziekevenementen. De technologie wordt gebruikt om (groepen) mensen dichter bij elkaar te brengen.
- De Z & O Award van de gemeente Alkmaar voor het jongeren vrijwilligerswerk op 26 november 2006 van Sencity in de Waerdse Tempel.